# Марков, Александр Михайлович
Александр Михайлович Марков (1901, Воронежская область — 1982) — советский медик. Доктор медицинских наук (1941, кандидат 1933), профессор.
Начальник 4-го Главного управления Министерства здравоохранения СССР (1951—1966).
Заслуженный деятель науки РСФСР (1959). Кавалер ордена Ленина.
В 1919 году призывался в Красную Армию, участник Гражданской войны.
Окончил медфак ВГУ (1928), где учился с 1923 г., причисляется к выпускникам ВГМУ им. Н. Н. Бурденко. Уже в студенческие годы начал заниматься научной работой. Главный врач санатория «Красная Москва» в Сочи (1928—1932). С 1932 по 1938 год ординатор, ассистент пропедевтической терапевтической клиники Воронежского института (ВГМИ).
В 1938—1941 гг. заведующий кафедрой внутренних болезней Воронежского стоматологического института. С окт. 1941 г. в РККА. Армейский терапевт 4-й, затем 8-й Армии Ленинградского фронтов (1941—1945). Во время войны с Японией — главный терапевт Забайкальского фронта.
После войны — главный врач поликлиники № 1, заведующий терапевтическим отделением больницы № 1 (Москва, 1947—1951). С 1966 г. профессор Центрального института туберкулеза Министерства здравоохранения СССР.
Член Президиума Всесоюзного и Всероссийского общества терапевтов.
Порядка трети века являлся заместителем главного редактора журнала «Клиническая медицина».
Награжден орденом Отечественной войны I ст. (09.09.1945), орденом Красной Звезды, тремя орденами Трудового Красного Знамени, медалями.